# Ramón Quiroga
Ramón Quiroga Arancibia (Rosário, 23 de Julho de 1950) é um ex-futebolista argentino naturalizado peruano.
Conhecido em seu país natal como "Chupete" e, em seu país adotivo como "El Loco", disputou quarenta partidas com a camisa da Seleção Peruana, disputando inclusive, duas Copas do Mundo.[carece de fontes?]

## Carreira
Nascido em Rosário, e morando perto do estádio Gigante de Arroyito, tentou sua sorte no futebol. Não tendo habilidade suficiente para jogar na linha, acabou indo parar no gol, mesmo com sua baixa estatura (1,78 m). Sua estreia profissional aconteceu aos dezoito anos, no Rosario Central.
Na equipe de Rosário, permaneceu durante cinco temporadas, conquistando um título argentino. Acabou assinando com o Sporting Cristal, ficando durante três temporadas. Porém, uma proposta do Independiente o fez retornar à Argentina. Mas não demorou muito e acabou retornando ao Peru, após poucas oportunidades no Independiente.
De volta ao Sporting, acabou ficando aí durante as próximas sete temporadas. Ainda, no seu segundo ano, após se naturalizar, acabou sendo convocado para defender a Seleção Peruana. Esteve presente na Copa de 1978. Disputada em sua terra natal, ficou conhecido mundialmente no torneio, após sofrer seis gols contra à Argentina. O resultado, muito questionado, acabou levando a equipe celeste à final da Copa, e eliminando os rivais brasileiros.
Mesmo após ser muito criticado, permaneceu na Seleção Peruana, tendo disputado a desastrosa Copa de 1982. Apesar das criticas na seleção, vivia bom momento no Sporting, tendo conquistado no ano seguinte, seu tricampeonato peruano. Esse também foi seu último ano, quando acabou se transferindo para o Barcelona, e passando ainda por Nacional de Iquitos e Universitario, onde conquistou seu quarto título peruano.